# Malhun Hatun
Rabia Bala Malhun Hatun, död 1324 i Bilecik i Osmanska riket, var hustru till grundaren av osmanska riket Osman I, och mor till Orhan och Alaeddin Pasha.
Malhun Hatun var dotter till den berömda Sheikh Edebali. Edebalis dotter kallas vid olika namn i källorna. Hon hänvisas till som "Rabia" i Urics historia och som "Mal/Malhun/Bala" i Aşıkpaşazade, Neşri, Rüstem paşa och Lütfi Paşa.

## Biografi
Âşıkpaşazâde, en av de första osmanska historikerna, beskriver Mal/Malhun Hatun som dotter till Sheikh Edebali och skriver att Sheikh Edebali, som tolkade Osmans dröm som härolden om födelsen av en stor stat, gav honom sin dotter; han uppger att Orhan Bey också är hans son. Han tillägger också att Sheikh Edebali och Mal Hatun dog inom en eller två månader efter varandra, och Osman Bey, som dog tre månader efter dem, begravde dem båda i Bilecik med sina egna händer. Om denna information är korrekt, motsvarar dödsdatumet för Orhans mor 1324.
Det finns dock historiker som registrerar namnet på Sheikh Edebalis dotter annorlunda som Rabia och Bala Hatun. Men stavningen av namnet Bala Hatun är baserad på ett misstag som gjordes under kopieringen av stavningen av Mal Hatun (Kitâb-ı Tevârîh-i Âl-i Osman, vr. Bala Hatun i 29b, Mal Hatun i 39a). Oruç Bey skrev ihärdigt namnet på Orhans mor, som var dotter till sheikh Edebali, som Rabia Hatun, även om han hade sett historien om Âşıkpaşazâde (Oruç Beğ Tarihi, s. 8-9, 13). Neşri, en av de första osmanska historikerna som inkluderade olika berättelser, specificerar inte vems dotter hon var i den del där han berättar en historia om Mal Hatun som inte finns i någon källa. Men i de följande meningarna upprepar han Âşıkpaşazâdes information om Şeyh Edebali och Mal Hatun exakt. Detta visar att han förmedlade texterna i källorna som de var, utan att förena de två berättelserna med varandra. I de ottomanska officiella dokumenten för andra hälften av seklet accepterades det att Sheikh Edebalis dotter var mor till Orhan Bey.

## Död
Malhun Hatun dog 1324. Trots att hon dog före sin man Osman, begravdes hon hos sin far i Bilecik. Rabia Bala Malhun Hatuns grav, tillsammans med hennes mors, är ett berömt historiskt landmärke i komplexet av Sheikh Edebalis grav. Detta komplex byggdes av Orhan Ghazi och renoverades senare av Abdul Hamid II.